# Puerto de los Portillinos
El puerto de los Portillinos es un puerto de montaña ubicado en la comarca de El Bierzo (León, Castilla y León, España), que comunica la comarca de la Cabrera Alta con El Bierzo. Está situado en las proximidades de El Morredero, a una altitud de 1890 metros, y forma parte de los Montes de León, en el macizo Galaico-Leonés.
Por la vertiente de Ponferrada, tiene una longitud de unos 21,7 km si comenzamos desde Salas de los Barrios y posee una pendiente media de aproximadamente un 7,4%. Consta de varios repechos medianamente largos con un 15% de inclinación, además de alcanzar un 19,4% de pendiente máxima en algún punto de la subida. La diferencia de altitudes desde el comienzo hasta el final es de 1285 m, que sumado a un desnivel positivo superior a 1300 m hace que el puerto de Portillinos se caracterice por su extremada dureza. La escasa circulación de vehículos y las características del puerto lo convierten en objeto de visita por numerosos aficionados a la bicicleta.